# Sofia Scharback

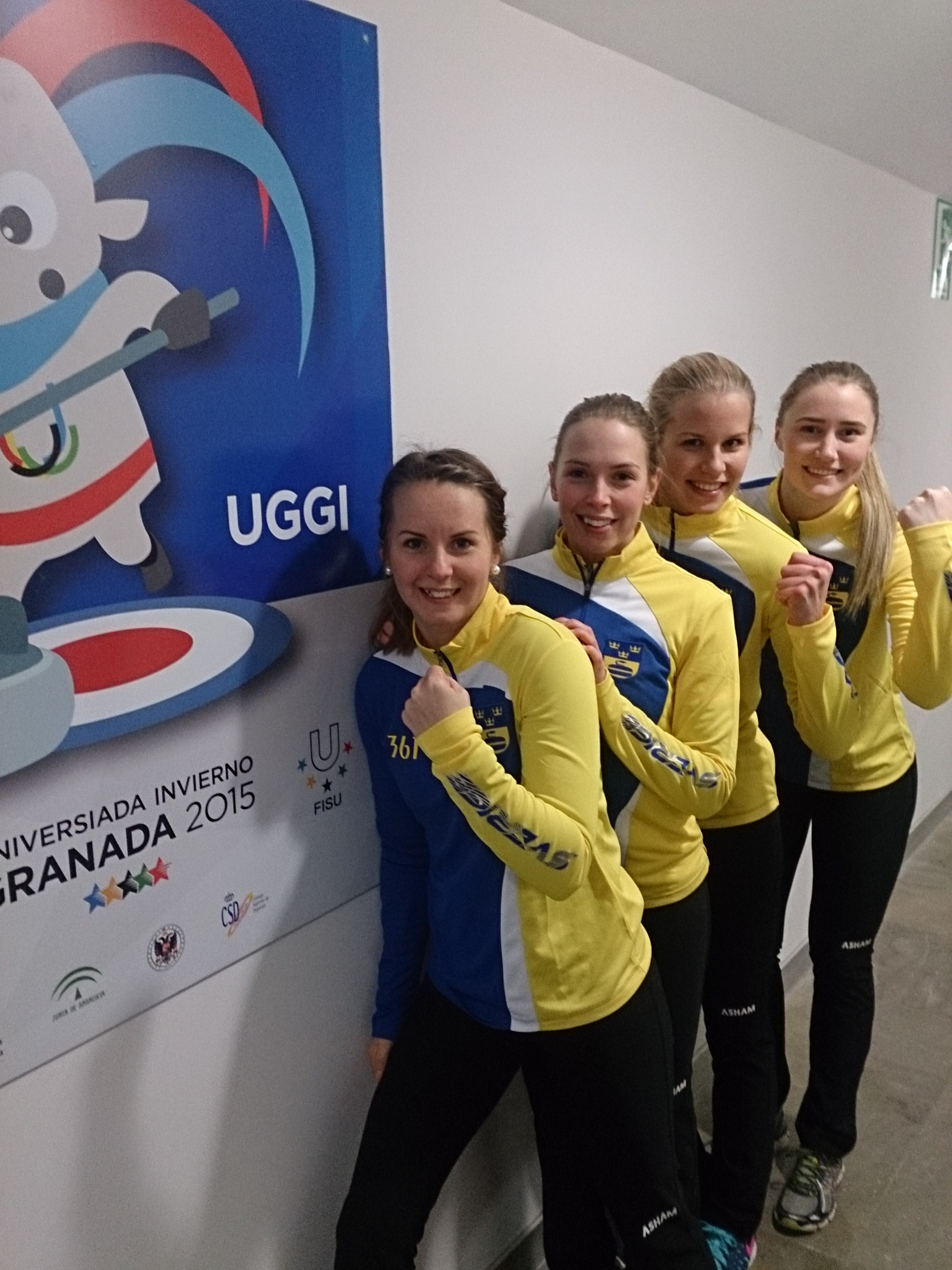
Anna Huhta, Scharback (andra från vänster), Cecilia Östlund och Sara McManus.

Sofia Scharback, tidigare Mabergs, född den 9 april 1993 i Malung, är en svensk curlingspelare.
Scharback ingår i Lag Hasselborg med skipper Anna Hasselborg, trea Sara McManus och tvåa Agnes Knochenhauer som vann guld i de olympiska vinterspelen i Pyeongchang 2018, silver i världsmästerskapen 2018 och 2019, guld i Europamästerskapen 2018 och 2019 samt silver 2016 och 2017. Scharback har dessutom ett EM-guld för mixade lag från 2014.